# Antoni Vallespir Llompart
Antoni Vallespir Llompart (Alcúdia, Mallorca 1948 – 2019)
Prevere. Fou prior i Superior de la Comunitat dels Misioners dels Sagrats Cors de Jesús i Maria del monestir de la Real de Palma fins a l'any 2007. El va succeir en el càrrec Ramon Balleter, nascut el 1934.
Des de setembre de 2005 és administrador general de la comunitat dels Missioners dels Sagrats Cors en la delegació de Mallorca. Des de l'any 2007 és membre del monestir de Lluc, on ja estava molt relacionat.